# Hermann Gretener
Hermann Gretener, né le 8 septembre 1942 à Bertschikon et mort le 27 mars 2022, est un coureur cycliste suisse. Spécialisé en cyclo-cross, il a été six fois champion de Suisse. Aux championnats du monde, il s'est classé deuxième en 1966 et 1968, et troisième en 1967 et 1972.

## Palmarès
- 1963
  - 2e du championnat de Suisse de cyclo-cross
- 1966
  -  Champion de Suisse de cyclo-cross
  -  Médaillé d'argent du championnat du monde de cyclo-cross
- 1967
  - 2e du championnat de Suisse de cyclo-cross
  -  Médaillé de bronze du championnat du monde de cyclo-cross
- 1968
  -  Médaillé d'argent du championnat du monde de cyclo-cross
- 1969
  -  Champion de Suisse de cyclo-cross
  - 7e du championnat du monde de cyclo-cross
- 1970
  - 8e du championnat du monde de cyclo-cross
- 1971
  -  Champion de Suisse de cyclo-cross
  - 5e du championnat du monde de cyclo-cross
- 1972
  -  Champion de Suisse de cyclo-cross
  -  Médaillé de bronze du championnat du monde de cyclo-cross
- 1973
  -  Champion de Suisse de cyclo-cross
- 1974
  - 3e du championnat de Suisse de cyclo-cross
  - 5e du championnat du monde de cyclo-cross
- 1975
  -  Champion de Suisse de cyclo-cross
  - 7e du championnat du monde de cyclo-cross
- 1976
  - 3e du championnat de Suisse de cyclo-cross
  - 7e du championnat du monde de cyclo-cross
- 1977
  - 8e du championnat du monde de cyclo-cross